# Motukoruenga Island
Motukoruenga Island ist eine Insel nordöstlich der Coromandel Peninsula im Norden der Nordinsel von Neuseeland.

## Geographie
Die Insel befindet sich 1,2 km östlich eines östlichen Ausläufers der Coromandel Peninsula und rund 15,5 km nordöstlich von Whitianga, einer Kleinstadt am Whitianga Harbour und der Mercury Bay. Motukoruenga Island besitzt eine Fläche von rund 5,4 ha, eine Länge von rund 435 m in Südwest-Nordost-Richtung und kommt auf eine maximale Breite von rund 205 m in Nordwest-Südost-Richtung. Die Insel besitzt eine Höhe von 51 m. Sie ist zudem direkt von kleinen Felseninseln umgeben.
Die nächstliegende Nachbarinsel Needle Rock befindet sich mit ihren 77 m hohen, steil aus dem Meer herausragenden Felsen rund 565 m in südöstlicher Richtung und Ohinau Island als größte Insel in der näheren Umgebung liegt 3,25 km östlich. Eine weitere Insel in der Nachbarschaft ist Motukoranga Island, die rund 1,9 km südwestlich zu finden ist.